# Chevroz
Chevroz és un municipi francès situat al departament del Doubs i a la regió de Borgonya - Franc Comtat. L'any 2007 tenia 104 habitants.

## Demografia

### Població
El 2007 la població de fet de Chevroz era de 104 persones. Hi havia 47 famílies de les quals 17 eren unipersonals (17 dones vivint soles i 17 dones vivint soles), 13 parelles sense fills, 13 parelles amb fills i 4 famílies monoparentals amb fills.
La població ha evolucionat segons el següent gràfic:
Habitants censats

### Habitatges
El 2007 hi havia 50 habitatges, 46 eren l'habitatge principal de la família i 4 eren segones residències. 40 eren cases i 10 eren apartaments. Dels 46 habitatges principals, 30 estaven ocupats pels seus propietaris, 12 estaven llogats i ocupats pels llogaters i 4 estaven cedits a títol gratuït; 4 tenien dues cambres, 5 en tenien tres, 12 en tenien quatre i 24 en tenien cinc o més. 39 habitatges disposaven pel capbaix d'una plaça de pàrquing. A 14 habitatges hi havia un automòbil i a 24 n'hi havia dos o més.

### Piràmide de població
La piràmide de població per edats i sexe el 2009 era:
| Homes | Edats   | Dones |
| ----- | ------- | ----- |
| 0     | 95 o +  | 0     |
| 0     | 90 a 94 | 0     |
| 0     | 85 a 89 | 0     |
| 0     | 80 a 84 | 0     |
| 0     | 75 a 79 | 4     |
| 4     | 70 a 74 | 4     |
| 4     | 65 a 69 | 0     |
| 0     | 60 a 64 | 4     |
| 4     | 55 a 59 | 0     |
| 4     | 50 a 54 | 8     |
| 4     | 45 a 49 | 8     |
| 4     | 40 a 44 | 4     |
| 0     | 35 a 39 | 4     |
| 4     | 30 a 34 | 0     |
| 0     | 25 a 29 | 4     |
| 4     | 20 a 24 | 8     |
| 0     | 15 a 19 | 4     |
| 4     | 10 a 14 | 8     |
| 0     | 5 a 9   | 0     |
| 0     | 0 a 4   | 4     |

## Economia
El 2007 la població en edat de treballar era de 59 persones, 47 eren actives i 12 eren inactives. De les 47 persones actives 43 estaven ocupades (21 homes i 22 dones) i 4 estaven aturades (2 homes i 2 dones). De les 12 persones inactives 5 estaven jubilades, 6 estaven estudiant i 1 estava classificada com a «altres inactius».
Activitats econòmiques
Dels 8 establiments que hi havia el 2007, 1 era d'una empresa de fabricació d'altres productes industrials, 3 d'empreses de construcció, 3 d'empreses de transport i 1 d'una empresa classificada com a «altres activitats de serveis».
Dels 3 establiments de servei als particulars que hi havia el 2009, 1 era un guixaire pintor, 1 electricista i 1 perruqueria.

## Poblacions més properes
El següent diagrama mostra les poblacions més properes.